# Ryszard Sobczak
Ryszard Tadeusz Sobczak, né le 2 novembre 1967 est un escrimeur polonais, pratiquant le fleuret.

## Palmarès

### Jeux olympiques
- 2000 à Atlanta, États-Unis
  - 4e en fleuret par équipes
  - 24e en fleuret individuel
- 1996 à Atlanta, États-Unis
  -  Médaille d'argent en fleuret par équipes
  - 15e en fleuret individuel
- 1992 à Barcelone, Espagne
  -  Médaille de bronze en fleuret par équipes

### Championnats du monde
- 1998 à La Chaux-de-Fonds, Suisse
  -  Médaille d'or en fleuret par équipes
- 1995 à La Haye, Pays-Bas
  -  Médaille de bronze en fleuret par équipes
- 1993 à Essen, Allemagne
  -  Médaille de bronze en fleuret par équipes
- 1990 à Lyon, France
  -  Médaille d'argent en fleuret par équipes

### Championnats d'Europe
- 1998 à Plovdiv, Bulgarie
  -  Médaille d'argent en fleuret par équipes

### Championnats de Pologne
- de 1993 à 1995:
  - 3  Champion de Pologne de fleuret